# Marc Cholodenko
Marc Cholodenko (* 11. února 1950 Paříž) je francouzský romanopisec, básník a scenárista. Za svou knihu Les États du désert z roku 1976 získal cenu Prix Médicis. Je například autorem 64 stránkové knihy NYC, která je inspirována New Yorkem. Jako scenárista dlouhodobě spolupracoval s režisérem Philippem Garrelem, konkrétně na filmech Les baisers de secours (1989), J'entends plus la guitare (1991), Zrození lásky (1993), Le Cœur fantôme (1996), Le Vent de la nuit (1999), Sauvage innocence (2001), Pravidelní milenci (2005), Hranice úsvitu (2008), Un été brûlant (2011) a Žárlivost (2013). Podílel se i na scénářích filmů jiných režisérů, například za Oublie-moi (1994) od Noémie Lvovsky.